# أدولفو واشنطن
أدولفو واشنطن (بالإنجليزية: Adolpho Washington)‏ هو ملاكم أمريكي سابق. حقق بطولة الاتحاد الدولي للملاكمة.

## المسيرة الاحترافية
من نزالاته:
- خسر أمام فاسيلي جيروف (2001/07/20).

## إحصائيات
خاض خلال مسيرته 43 نزالا، فاز في 31 وتعادل في 2 وخسر في 9. فاز بالضربة القاضية في 17 نزالا.

## روابط خارجية
- أدولفو واشنطن على موقع بوكس ريك (الإنجليزية) (registration required)